# Abborrtjärnen (Nössemarks socken, Dalsland, 655900-127235)
Abborrtjärnen är en sjö i Dals-Eds kommun i Dalsland och ingår i Enningdalsälven-Glommas kustområde.